# Ласовац
Ласовац је насељено место у саставу општине Шандровац у Бјеловарско-билогорској жупанији, Република Хрватска.

## Историја
Почетком 20. века Ласовац је у политичком погледу припадао политичкој општини у Северину, а у црквеном оној у Беденику. Пошта се налазила у Северину а брзојав у Беловару. Цркву су православни мештани похађали у Беденику, док су ту у месту основали у другој половини 19. века основну школу. Школа у Ласовцу је 1905. године била комунална по карактеру, са школским здањем грађеним 1892. године. Наставу је изводила учитељица Олга Хајна, за школску децу из места али и Беденичке.
До територијалне реорганизације у Хрватској налазио се у саставу старе општине Бјеловар.

### Други свјетски рат
Из села Ласовца протеране су 23 српске староседелачке породице, из села Ровишта 90, из села Кобасичара општине Капеле 70 из вароши Бјеловара 70 и из села Беденчака 7, из Скуцане 26, из Рибњачке 15, из Горње Средице 12, из Велике Писанице 180 из Пољанчана 4, Тврде Ријеке 3 итд.
Црква у Ласовцу срушена је на сам дан Св. Јована.

## Становништво
На попису становништва 2011. године, Ласовац је имао 561 становника.

## Попис1991.
На попису становништва 1991. године, насељено место Ласовац је имало 612 становника, следећег националног састава:
| Попис 1991.‍  | Попис 1991.‍  | Попис 1991.‍ | Попис 1991.‍ | Попис 1991.‍ |
| ------------ | ------------ | ----------- | ----------- | ----------- |
|              |              |             |             |             |
| Хрвати       | Хрвати       |             | 346         | 56,53%      |
| Срби         | Срби         |             | 128         | 20,91%      |
| Мађари       | Мађари       |             | 47          | 7,67%       |
| Албанци      | Албанци      |             | 41          | 6,69%       |
| Југословени  | Југословени  |             | 19          | 3,10%       |
| Пољаци       | Пољаци       |             | 1           | 0,16%       |
| Словаци      | Словаци      |             | 1           | 0,16%       |
| Црногорци    | Црногорци    |             | 1           | 0,16%       |
| Чеси         | Чеси         |             | 1           | 0,16%       |
| неопредељени | неопредељени |             | 7           | 1,14%       |
| непознато    | непознато    |             | 20          | 3,26%       |
| укупно: 612  |              |             |             |             |